# Olle
Olle ist ein männlicher Vorname und Familienname.

## Herkunft und Bedeutung
Olle ist eine Variante von Olaf.

## Namensträger

### Vorname
- Olle Åhlund (1920–1996), schwedischer Fußballnationalspieler
- Olle Anderberg (1919–2003), schwedischer Ringer
- Olle Hellbom (1925–1982), schwedischer Regisseur und Drehbuchautor
- Olle Laessker (1922–1992), schwedischer Leichtathlet
- Olle Lönnaeus (* 1957), schwedischer Journalist und Schriftsteller
- Olle Nordemar (1914–1999), schwedischer Regisseur, Filmeditor, Drehbuchautor und Produzent
- Olle Rolén (* 1944), schwedischer Skirennläufer

### Familienname
- Raul Olle (* 1968), estnischer Skilangläufer
- Werner Olle (* 1945), deutscher Wirtschaftswissenschaftler